# 30'erne på dansk film
30'erne på dansk film er en dokumentarfilm fra 1975, der er instrueret af Svend Aage Lorentz efter manuskript af samme.

## Handling
Hvordan ville et billede af livet i Danmark 1930-1939 se ud, hvis man kun havde den danske spillefilmproduktion fra denne periode som studiemateriale? Indeholder klip fra følgende film:
- Tango (1933)
- Skal vi vædde en million? (1932)
- En fuldendt gentleman (1937)
- Odds 777 (1932)
- Københavnere (1933)
- Panserbasse (1936)
- Der var engang en vicevært (1937)
- Mille, Marie og mig (1937)
- Fem raske piger (1933)
- Livet paa Hegnsgaard (1938)
- Provinsen kalder (1935)
- Blaavand melder storm (1938)
- Barken Margrethe af Danmark (1934)
- Skilsmissens børn (1939)
- Med fuld musik (1933)